# Citrussläktet

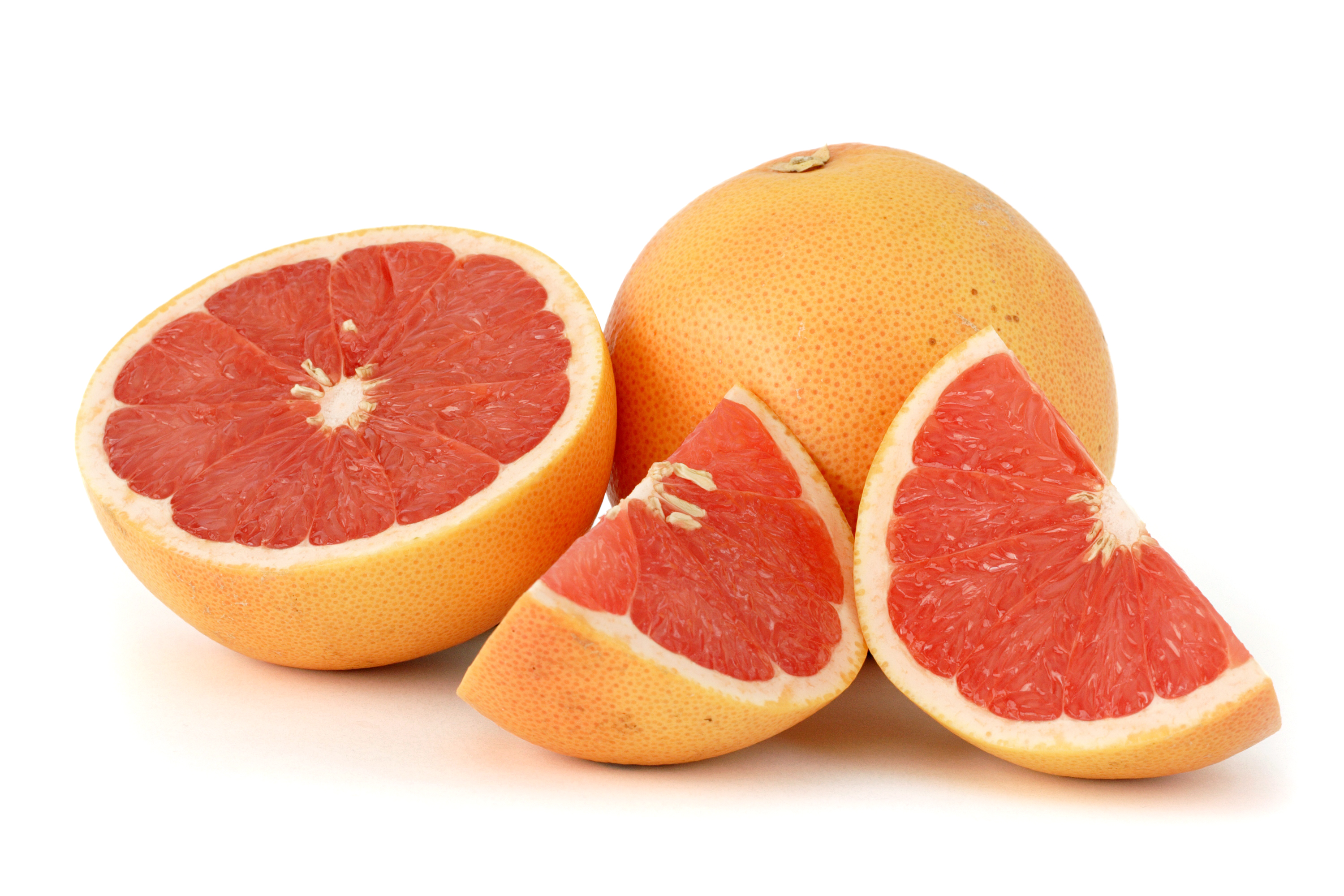
Grapefrukt

Citrussläktet (Citrus) är ett växtsläkte i familjen vinruteväxter med cirka 100 arter. Släktet har sitt ursprung i tropiska Asien.
Bildar städsegröna buskar eller träd. Bladen är enkla, strödda och har ofta vingat bladskaft. Citrusen har ljuvt doftande blommor. Blommorna kommer ensamma eller i små samlingar, de har vanligen fem kronblad, med fyra till tio ståndare.  När blomknopparna börjar öppnas kan man stryka en mjuk pensel för pollinering, för att få frukt. Små frukter börjar växa och mognar sakta. När frukterna är mogna faller det av sig själva. Frukten är ett 10–14-rummigt bär.

## Temperatur
Citrusplantor trivs på en solig och varm plats. 
Citrusväxter överlever inte i minusgrader, men behöver en kallare vinterförvaring för att kunna sätta frukt till kommande år.

## Ljus
Alla medelhavsväxter behöver mycket ljus. I sitt naturliga klimat matas citrusväxten med starkt solljus året om.  Norra Europa har ett mörkare klimat med färre soltimmar och kallare luft, vilket gör det lite svårare att driva citrusplantor inom- och utomhus.

## Vattning/Luftfuktighet
Medelhavsväxter lever i länder där luftfuktigheten är hög. Det regnar periodvis och mark och jord torkar ut mellan regnperioderna. För att få en inomhusväxande citrusväxter att trivas bäst bör jorden hållas fuktig. Mjukt och kalkfattigt vatten bör ges 1 gång per vecka, men jorden får gärna torka ur mellan vattningarna. Vatten måste kunna dräneras ut ur krukan så att inte rötterna drunknar av syrebrist. Det är en av de vanligaste skälen till att man inte lyckas med sin citrusplanta – den dör av för mycket vatten.

## Systematik
Släktets systematik är mycket komplex och svårutredd. Det tycks finnas ett antal naturliga grundarter, men de flesta citrusar tycks vara mer eller mindre komplexa hybrider.

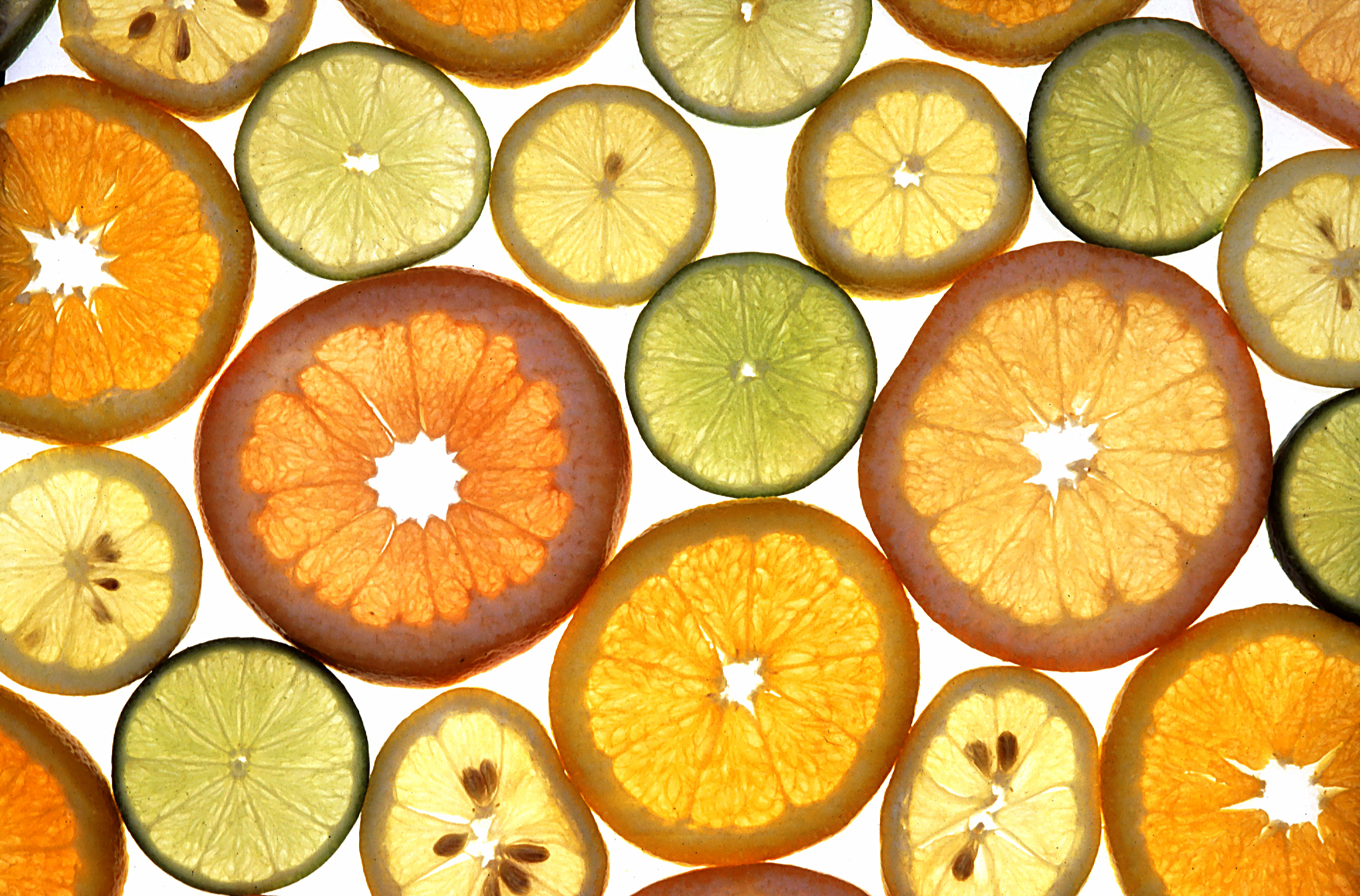
Skivor av olika citrusfrukter

## Naturliga arter
- Alexandrakumquat (C. hindsii)
- Cabuyao (C. macroptera)
- Citrontörne (C. trifoliata)
- Pompelmus Pomelo (C. maxima)
- Rund kumquat (C. japonica)

- Småcitrus (C. reticulata) 
  - Medelhavsmandarin (C. reticulata Deliciosa-Gruppen)
  - Minneola (C. reticulata 'Minneola')
  - Satsuma (C. reticulata Satsuma-Gruppen)
  - Tangerin (C. reticulata Tangerina-Gruppen)
  - Ugli (C. reticulata småcitrusgruppen, sorten 'Ugli')
- Suckatcitron (C. medica)
  - Etrogcitron (C. medica subsp. ethrog)
  - Fingercitron (C. medica subsp. sarcodactylis)

## Hybrider
- Storcitrus (C. × aurantium) 
  - Apelsin (C. × aurantium Sinensis-Gruppen)
  - Blodapelsin (C. × aurantium Sinensis-Gruppen)
  - Blodgrape (C. × aurantium Paradisi-Gruppen)
  - Blondapelsin (C. × aurantium Sinensis-Gruppen)
  - Blondgrape (C. × aurantium Paradisi-Gruppen)
  - Chinotto (C. × aurantium Myrtifolia-Gruppen )
  - Grapefrukt (C. × aurantium Paradisi-Gruppen )
  - Limett (C. × aurantium Limetta-Gruppen)
  - Pomerans (C. × aurantium Amara-Gruppen )
  - Navelapelsin (C. × aurantium Sinensis-Gruppen)
  - Sweetie (C. × aurantium Limetta-Gruppen 'Oroblanco')
  - Tangor (C. × aurantium Nobilis-Gruppen)
  - Tangelo (C. × aurantium Tangelo-Gruppen)
- Citron (C. × limon) 
  - Bergamott (C. × limon Bergamia-Gruppen)
- Kalamondin (C. × microcarpa)
- Lime (C. × aurantiifolia)
- Limequat (C. × floridana)
- Papeda (C. × hystrix)
- Meyercitron (C. × meyeri)
- Tahitiapelsin (C. × taitensis)
- Tahitilime (C. × latifolia)
- Yuzu (C. cavaleriei × C. reticulata)

## Dottertaxa till citrussläktet, i alfabetisk ordning[2][3]
- Citrus assamensis
- Citrus aurantiifolia
- Citrus aurantium
- Citrus australasica
- Citrus australis
- Citrus brevipes
- Citrus cavaleriei
- Citrus floridana
- Citrus garrawayi
- Citrus georgiana
- Citrus glauca
- Citrus gracilis
- Citrus halimii
- Citrus hystrix
- Citrus indica
- Citrus inodora
- Citrus insitorum
- Citrus japonica
- Citrus junos
- Citrus latifolia
- Citrus latipes
- Citrus limon
- Citrus lucida
- Citrus maxima
- Citrus medica
- Citrus microcarpa
- Citrus neocaledonica
- Citrus oxanthera
- Citrus platypoda
- Citrus polyandra
- Citrus polytrifolia
- Citrus reticulata
- Citrus sinensis
- Citrus swinglei
- Citrus taitensis
- Citrus trifoliata
- Citrus undulata
- Citrus wakonai
- Citrus warburgiana
- Citrus webberi
- Citrus wintersii